# Rund um die Hainleite 1966
Rund um die Hainleite 1966 war die 52. Austragung des seit 1907 ausgefahrenen deutschen Straßenradrennens Rund um die Hainleite. Es fand am 19. Mai über 193 Kilometer statt. Sieger wurde Klaus Ampler.

## Rennverlauf
Rund um die Hainleite 1966 war das 3. Auswahlrennen für die Nationalmannschaftsfahrer der DDR. Am Start waren bis auf die Starter bei der Internationalen Friedensfahrt alle Radrennfahrer der Sportclub und die Fahrer der Leistungsklasse aus den Betriebssportgemeinschaften (BSG). Das Rennen wurde von den Fahrern aus Leipzig dominiert, die in allen Spitzengruppen mehrfach vertreten waren. 10 Kilometer vor dem Ziel setzte Klaus Ampler zu einem Ausreißversuch an, dem nur Lothar Borschel folgen konnte. Den Zielsprint entschied Ampler für sich. Die ersten neun Plätze belegten Nationalfahrer.

## Ergebnis
| Platz | Fahrer           | Verein                       | Zeit (h)       |
| ----- | ---------------- | ---------------------------- | -------------- |
| 01.   | Klaus Ampler     | SC Wissenschaft DHfK Leipzig | 5:17:06        |
| 02.   | Lothar Borschel  | SC Wissenschaft DHfK Leipzig | gl. Zeit       |
| 03.   | Klaus Kellermann | ASK Vorwärts Leipzig         | + 0:35 Minuten |
| 04.   | Lothar Höhne     | ASK Vorwärts Leipzig         | + 1:22 Minuten |
| 05.   | Bernd Knispel    | SC Wissenschaft DHfK Leipzig | gl. Zeit       |
| 06.   | Manfred Dähne    | SC Wissenschaft DHfK Leipzig | gl. Zeit       |
| 0     |                  |                              |                |